# روي دايان
روي دايان (بالعبرية: רועי דיין‏) هو لاعب كرة قدم إسرائيلي في مركز الهجوم، ولد في 19 سبتمبر 1984 في إسرائيل. شارك مع منتخب إسرائيل تحت 19 سنة لكرة القدم ومنتخب إسرائيل تحت 21 سنة لكرة القدم. أما مع النوادي، فقد لعب مع بيرسخوت إيه سي ونادي مكابي تل أبيب وهابوعيل تل أبيب.